# Donald Howard Menzel
Donald Howard Menzel (11 tháng 4 năm 1901 – 14 tháng 12 năm 1976) là một trong những nhà thiên văn học và vật lý thiên văn đầu tiên ở Mỹ. Ông đã khám phá ra các tính chất vật lý của lớp sắc quyển Mặt Trời, hóa học của các ngôi sao, bầu khí quyển của Sao Hỏa và bản chất của tinh vân khí. Tiểu hành tinh 1967 Menzel được đặt tên nhằm vinh danh ông, cũng như một cái hố nhỏ của Mặt Trăng nằm ở phía đông nam vùng Mare Tranquilitatis, Biển Yên bình.

## Tiểu sử
Chào đời tại Florence, Colorado vào năm 1901 và lớn lên ở Leadville, ông biết đọc từ hồi còn nhỏ, và sớm có thể gửi và nhận thông điệp bằng mã Morse, do cha mình dạy. Ông yêu thích khoa học và toán học, thu thập mẫu vật quặng và đá, và khi còn là thiếu niên, ông đã xây dựng một phòng thí nghiệm hóa học lớn trong hầm. Ông còn tạo ra một cái máy phát radio vào thời điểm mà các bộ dụng cụ hiếm khi có sẵn và đủ điều kiện là một tay phát thanh viên nghiệp dư.  Ông là một thành viên của Hướng đạo Đại bàng, chuyên về phân tích mật mã, cũng như là người thích hoạt động ngoài trời, đi bộ đường dài và câu cá bằng ruồi nhân tạo trong suốt cuộc đời. Ông kết hôn với Florence Elizabeth Kreager vào ngày 17 tháng 6 năm 1926 và có hai cô con gái (Suzanne Kay và Elizabeth Ina).
Năm 16 tuổi, ông đăng ký vào Đại học Denver để học ngành hóa học. Mối quan tâm của ông đối với thiên văn học được khơi dậy thông qua một người bạn thời thơ ấu (Edgar Kettering), thông qua việc quan sát nhật thực ngày 8 tháng 6 năm 1918 và qua quan sát vụ phun trào Tân tinh Aquilae 1918 (V603 Aquilae). Ông tốt nghiệp Đại học Denver năm 1920 với bằng hóa học và bằng thạc sĩ hóa học và toán học năm 1921. Ông cũng tìm được việc làm mùa hè năm 1922, 1923 và 1924 với tư cách là trợ lý nghiên cứu cho Harlow Shapley tại Đài quan sát Trường Đại học Harvard. Ở Đại học Princeton  ông đã có bằng thạc sĩ thiên văn học thứ hai vào năm 1923 và bằng tiến sĩ vật lý thiên văn vào năm 1924 mà cố vấn của ông là Henry Norris Russell, người đã truyền cảm hứng cho sự quan tâm của ông đối với thiên văn học lý thuyết. Sau hai năm giảng dạy tại Đại học Iowa và Đại học Tiểu bang Ohio, năm 1926, ông được bổ nhiệm làm trợ lý giáo sư tại Đài thiên văn Lick ở San Jose CA, và gắn bó với công việc này trong suốt nhiều năm liền. Năm 1932, ông chuyển đến Harvard.  Trong Thế chiến II Menzel được đề nghị gia nhập Hải quân với hàm Thiếu tá, để lãnh đạo một bộ phận tình báo, nơi ông sử dụng tài năng nhiều mặt của mình, bao gồm giải mật mã của kẻ thù. Thậm chí cho đến năm 1955, ông đã làm việc với Hải quân nhằm cải thiện việc truyền sóng vô tuyến bằng cách theo dõi lượng phát thải của Mặt Trời và nghiên cứu ảnh hưởng của cực quang đối với việc truyền phát vô tuyến cho Bộ Quốc phòng (Menzel & Boyd, p. 60). Trở về Harvard sau chiến tranh, ông được bổ nhiệm làm giám đốc của Đài thiên văn Harvard vào năm 1952, và là giám đốc chính thức từ năm 1954 đến 1966. Thuật ngữ "Khe hở Menzel" được dùng để chỉ sự vắng mặt của các tấm kính ảnh thiên văn trong một thời gian ngắn vào những năm 1950 khi các hoạt động chế tạo tấm kính ảnh tạm thời bị Menzel cho dừng lại như một biện pháp cắt giảm chi phí. Ông rời khỏi Harvard về nghỉ hưu vào năm 1971. Từ năm 1964 đến khi qua đời, Menzel là một nhà tư vấn của Bộ Ngoại giao Mỹ về các vấn đề Mỹ Latinh.
Ông lấy được bằng Thạc sĩ khoa học xã hội và Tiến sĩ khoa học do Đại học Harvard cấp vào năm 1942 và Đại học Denver vào năm 1954. Từ năm 1946-1948, ông là Phó Chủ tịch Hiệp hội Thiên văn Mỹ, rồi trở thành Chủ tịch từ năm 1954-1956. Năm 1965, Menzel được trao giải John Evans của Đại học Denver. Vào tháng 5 năm 2001, Trung tâm Vật lý thiên văn Harvard-Smithsonian đã tổ chức một hội nghị chuyên đề để kỷ niệm 100 năm ngày sinh của Donald H. Menzel mang tên "Donald H. Menzel: Scientist, Educator, Builder".
Menzel thường thích đi đây đó với nhiều chuyến thám hiểm quan sát nhật thực nhằm thu thập dữ liệu khoa học. Ngày 19 tháng 6 năm 1936, ông dẫn đầu đoàn thám hiểm Harvard-MIT đến các vùng thảo nguyên của nước Nga (tại Ak Bulak ở phía tây nam Siberia) để quan sát nhật thực toàn phần. Đối với nhật thực ngày 9 tháng 7 năm 1945, ông đã chỉ đạo đoàn thám hiểm Mỹ-Canada đặt chân đến Saskatchewan, dù chúng bị mây che khuất. Menzel đã quan sát nhiều lần xảy ra nhật thực toàn phần, thường dẫn đầu các chuyến thám hiểm, bao gồm Catalina, California (10 tháng 9 năm 1923, nhiều mây), Camptonville, California (28 tháng 4 năm 1930), Fryeburg, Maine (31 tháng 8 năm 1932), Minneapolis-St. Paul, Minnesota (30 tháng 6 năm 1954), bờ biển Đại Tây Dương của Massachusetts (2 tháng 10 năm 1959), miền bắc Ý (15 tháng 2 năm 1951), Orono, Maine (20 tháng 7 năm 1963, nhiều mây), Athena/Đường Sunion, Hy Lạp (20 tháng 5 năm 1966), Arequipa, Peru (12 tháng 11 năm 1966), Miahuatlan, phía nam Oaxaca, Mexico (7 tháng 3 năm 1970), Đảo Prince Edward Canada (10 tháng 7 năm 1972), and western Mauritanie (30 tháng 6 năm 1973), ngoài ba người khác được đề cập ở trên. Ông tự hào giữ kỷ lục không chính thức về số lần nhật thực quan sát được nhiều nhất, một "danh hiệu" về sau bị phá vỡ bởi học trò, đồng nghiệp và đồng tác giả Jay Pasachoff.

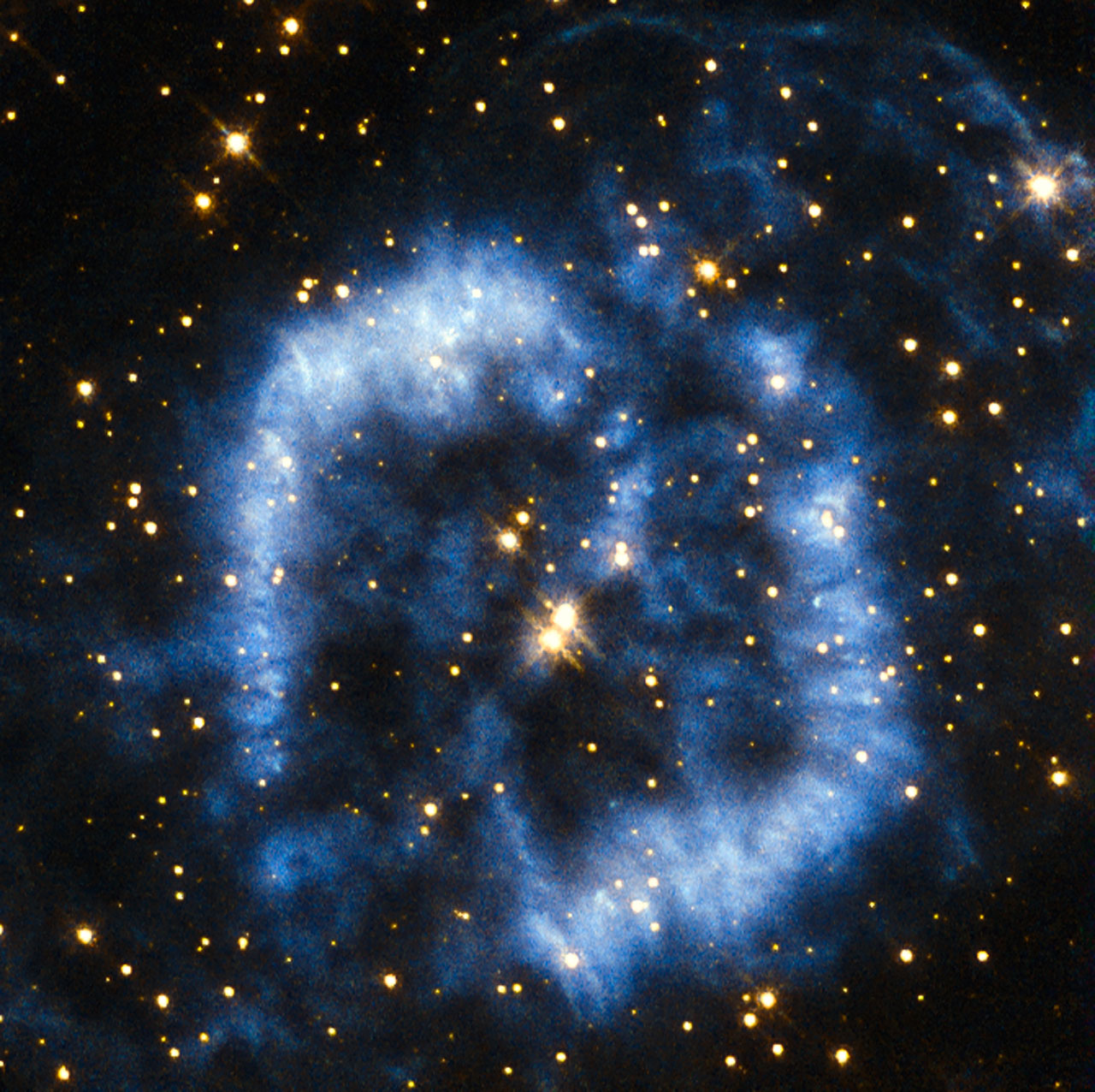
Tinh vân hành tinh PK 329-02.2 còn được gọi là Menzel 2 hoặc Mz 2. Nó được phát hiện vào năm 1922.

Vào cuối những năm 1930, ông đã xây dựng một đài quan sát cho nghiên cứu năng lượng Mặt Trời tại Climax, CO, bằng cách sử dụng kính viễn vọng mô phỏng nhật thực toàn phần của Mặt Trời, cho phép ông và các đồng nghiệp nghiên cứu vành nhật hoa à quay phim những tia lửa phun ra, được gọi là bão lửa do Mặt Trời phóng ra. Menzel ban đầu thực hiện nghiên cứu năng lượng Mặt Trời, nhưng sau đó tập trung vào nghiên cứu tinh vân khí. Công trình của ông với Lawrence Aller và James Gilbert Baker đã xác định nhiều nguyên tắc cơ bản của nghiên cứu về tinh vân hành tinh. Ông đã viết ấn bản đầu tiên (1964) của cuốn sách Hướng dẫn thực địa về các vì sao và hành tinh (A Field Guide to the Stars and Planets), một phần từ bộ Peterson Field Guides. Qua một trong những bài nghiên cứu cuối cùng của mình, Menzel  đã kết luận, dựa trên phân tích của ông về phương trình Schwarzschild, rằng các lỗ đen không tồn tại và ông tuyên bố chúng chỉ là một huyền thoại mà thôi.
Ông cũng tin vào EPH (giả thuyết hành tinh bùng nổ), nêu rõ, "Hầu như tất cả các hành tinh nhỏ này luân chuyển giữa quỹ đạo của Sao Hỏa và Sao Mộc. Chúng tôi thừa nhận rằng chúng đại diện cho các mảnh vỡ rải rác của một hành tinh lớn đã tan rã".
Menzel là một tác giả khoa học viễn tưởng; truyện "Đám tang của Fin" (Fin's Funeral) của ông xuất hiện trong tạp chí Galaxy Science Fiction năm 1965. Ông cũng là một họa sĩ, tạo ra những bức tranh màu nước về các sinh vật và khung cảnh ngoài hành tinh thường có các "lỗ" 3 chiều xuyên qua các nhân vật, đám mây và tàu vũ trụ của người ngoài hành tinh.

## Tác phẩm
Menzel đã viết ấn bản đầu tiên của cuốn sách A Field Guide to the Stars and Planets, được HarperCollins xuất bản năm 1975, nhanh chóng trở thành cuốn sách bán chạy nhất. Các ấn bản tiếp theo đã được chuẩn bị sau cái chết của Menzel bởi học trò của ông là Jay Pasachoff; phiên bản hiện tại là một trong những tác phẩm thuộc bộ Peterson Field Guides.
Trong Chương IV của ấn bản đầu tiên, Menzel đã phân bổ tất cả 88 chòm sao hiện đại được Liên minh Thiên văn Quốc tế công nhận thành 8 nhóm rộng lớn, như một cách giúp các nhà quan sát nhớ rõ vị trí của các chòm sao.
Các nhóm sao được tổ chức theo vị trí chung hoặc chủ đề chung. Các nhóm Ursa Major, Perseus, Hercules và Orion bao gồm chủ yếu các chòm sao trong vùng lân cận chung của bốn chòm này. Nhóm Zodiac bao gồm 12 chòm sao Hoàng đạo truyền thống. Nhóm Heavenly Waters bao gồm hầu hết các chòm sao thường liên quan đến nước. Nhóm Bayer bao gồm các chòm sao phía nam được Plancius giới thiệu lần đầu tiên và sau đó được đưa vào trong cuốn Uranometria của Johann Bayer vào năm 1603. Nhóm La Caille bao gồm hầu hết các chòm sao được Lacaille giới thiệu vào năm 1756 từ những ngôi sao được lập bản đồ trong những lần quan sát tại Cape Town.
| Nhóm Menzel     | Chòm sao trong các nhóm |
| --------------- | --- |
| Ursa Major      | Boötes, Camelopardalis, Canes Venatici, Coma Berenices, Corona Borealis, Draco, Leo Minor, Lynx, Ursa Major, Ursa Minor                                                            |
| Zodiac          | Aquarius, Aries, Cancer, Capricornus, Gemini, Leo, Libra, Pisces, Sagittarius, Scorpius, Taurus, Virgo                                                                             |
| Perseus         | Andromeda, Auriga, Cassiopeia, Cepheus, Cetus, Lacerta, Pegasus, Perseus, Triangulum                                                                                               |
| Hercules        | Aquila, Ara, Centaurus, Corona Australis, Corvus, Crater, Crux, Cygnus, Hercules, Hydra, Lupus, Lyra, Ophiuchus, Sagitta, Scutum, Serpens, Sextans, Triangulum Australe, Vulpecula |
| Orion           | Canis Major, Canis Minor, Lepus, Monoceros, Orion |
| Heavenly Waters | Carina, Columba, Delphinus, Equuleus, Eridanus, Piscis Austrinus, Puppis, Pyxis, Vela                                                                                              |
| Bayer           | Apus, Chamaeleon, Dorado, Grus, Hydrus, Indus, Musca, Pavo, Phoenix, Tucana, Volans                                                                                                |
| La Caille       | Antlia, Caelum, Circinus, Fornax, Horologium, Mensa, Microscopium, Norma, Octans, Pictor, Reticulum, Sculptor, Telescopium                                                         |

## Vấn đề UFO

Hình bìa của Menzel, Galaxy Science Fiction, 10/1969.

Ngoài những đóng góp về học thuật và phổ biến của mình trong lĩnh vực thiên văn học, Menzel còn là một người hoài nghi nổi bật liên quan đến thực tại của UFO. Ông là tác giả hoặc đồng tác giả của ba cuốn sách hạ bệ UFO nổi tiếng: Đĩa bay - Huyền thoại - Sự thật - Lịch sử (Flying Saucers - Myth - Truth - History) (1953), Thế giới Đĩa bay (The World of Flying Saucers) (1963, đồng tác giả với Lyle G Boyd), và Bí ẩn UFO (The UFO Enigma) (1977, đồng tác giả với Ernest H. Taves).  Tất cả các cuốn sách về UFO của Menzel đều lập luận rằng UFO không có gì khác hơn là nhận diện sai các hiện tượng nguyên sinh như sao, mây và máy bay; hoặc kết quả của những người nhìn thấy các hiện tượng khí quyển bất thường mà họ không quen thuộc. Ông thường gợi ý rằng sương mù trong khí quyển hoặc sự đảo ngược nhiệt độ có thể làm biến dạng các ngôi sao hoặc các hành tinh và khiến chúng dường như lớn hơn trong thực tế, khác thường trong hình dạng và trong chuyển động. Năm 1968, Menzel ra làm chứng trước Ủy ban Khoa học và Du hành vũ trụ Mỹ - Hội nghị chuyên đề về UFO, nói rằng ông coi tất cả các trường hợp nhìn thấy UFO đều có lời giải thích tự nhiên.
Ông là một trong những nhà khoa học nổi tiếng đầu tiên đưa ra ý kiến về vấn đề này. Một trong những sự tham gia công khai sớm nhất của Menzel trong các vấn đề về UFO là sự xuất hiện của ông trên một bộ phim tài liệu radio do Edward R. Murrow đạo diễn và dẫn truyện vào giữa năm 1950. (Swords, 98)
Menzel có trải nghiệm UFO của riêng mình khi quan sát một 'chiếc đĩa bay' trong khi trở về vào ngày 3 tháng 3 năm 1955 từ Bắc Cực trên chuyến bay "Ptarmigan" của hãng Air Force Weather. Lời kể của ông đều nằm trong sách của Menzel & Boyd và Menzel & Taves. Sau này, ông xác định nó là ảo ảnh của Sirius, nhưng Steuart Campbell tuyên bố rằng đó là ảo ảnh của Sao Thổ.

## Ấn phẩm
Menzel xuất bản hơn 270 bài báo khoa học và các bài nghiên cứu khác Lưu trữ ngày 4 tháng 3 năm 2016 tại Wayback Machine.
- Menzel, D. H. (1924). A Study of Line Intensities in Stellar Spectra (Ph.D Thesis). Princeton University.
- Menzel, D. H. (1926). "The Atmosphere of Mars". The Astrophysical Journal. Quyển 63. tr. 48–59. Bibcode:1926ApJ....63...48M. doi:10.1086/142949.
- Menzel, D. H. (1927). "Pressure Decomposition as a Source of Solar Energy". Science. Quyển 65 số 1687. tr. 422–3. Bibcode:1927Sci....65..422M. doi:10.1126/science.65.1687.422-a. PMID 17771152.
- Menzel, D. H. (1927). "The Source of Solar Energy". Science. Quyển 65 số 1688. tr. 431–8. Bibcode:1927Sci....65..431M. doi:10.1126/science.65.1688.431. PMID 17736928.
- Menzel, D. H. (1931). Stars and Planets: Exploring the universe. The University Society. LCCN 32000650.
- Menzel, D. H. (1931). "A Study of the Solar Chromosphere". Publications of the Lick Observatory. Quyển 17 số 1. tr. 1–303. Bibcode:1930PLicO..17....1M.
- Menzel, D. H. (1932). "Blast of Giant Atom Created Our Universe". Popular Science. tr. 28–30. Bản gốc lưu trữ ngày 31 tháng 8 năm 2011. Truy cập ngày 10 tháng 10 năm 2019.
- Menzel, D. H. (1933). "A Simple Derivation of the Dissociation Formula". Proceedings of the National Academy of Sciences. Quyển 19 số 1. tr. 40–4. Bibcode:1933PNAS...19...40M. doi:10.1073/pnas.19.1.40. PMC 1085875. PMID 16587746.
- Menzel, D. H.; Payne, C. H. (1933). "On the Interpretation of Nova Spectra". Proceedings of the National Academy of Sciences. Quyển 19 số 7. tr. 641–8. Bibcode:1933PNAS...19..641M. doi:10.1073/pnas.19.7.641. PMC 1086128. PMID 16577542.
- Boyce, J. C.; Menzel, D. H.; Payne, C. H. (1933). "Forbidden Lines in Astrophysical Sources". Proceedings of the National Academy of Sciences. Quyển 19 số 6. tr. 581–91. Bibcode:1933PNAS...19..581B. doi:10.1073/pnas.19.6.581. PMC 1086096. PMID 16587791.
- Menzel, D. H.; Marshall, R. K. (1933). "Neon Absorption Lines in Stellar Spectra". Proceedings of the National Academy of Sciences. Quyển 19 số 10. tr. 879–81. Bibcode:1933PNAS...19..879M. doi:10.1073/pnas.19.10.879. PMC 1086222. PMID 16587803.
- Russell, H. N.; Menzel, D. H. (1933). "The Terrestrial Abundance of the Permanent Gases". Proceedings of the National Academy of Sciences. Quyển 19 số 12. tr. 997–1001. Bibcode:1933PNAS...19..997R. doi:10.1073/pnas.19.12.997. PMC 1086270. PMID 16587829.
- Menzel, D. H. (1938). Stars and Planets: Exploring the universe. The University Society. LCCN 38038813.
- Menzel, D. H. (1948). Elementary Manual of Radio Propagation. Prentice-Hall. LCCN 48002219.
- Menzel, D. H. (1949). Our Sun. Blakiston Co. LCCN 59012975.
- Menzel, D. H. (1950). "Origin of Sunspots". Nature. Quyển 166 số 4209. tr. 31–2. Bibcode:1950Natur.166...31M. doi:10.1038/166031b0. PMID 15439102.
- Menzel, D. H. (1953). Mathematical Physics. Prentice-Hall. LCCN 53007714.
- Menzel, D. H. (1953). Flying Saucers. Harvard University Press. LCCN 52012419.
- Menzel, D. H. (1955). Fundamental Formulas of Physics. Prentice-Hall. LCCN 55014512.
- Menzel, D. H. (1957). The Edge of the Sun. Smithsonian Institution. LCCN 58002324.
- Menzel, D. H. (1960). The Radio Noise Spectrum. Harvard University Press. LCCN 60007997.
- Menzel, D. H. (1960). Fundamental Formulas of Physics. Dover Publications. LCCN 60051149.
- Menzel, D. H.; Jones, H. M.; Boyd, L. G. (1961). Writing a Technical Paper. McGraw-Hill. LCCN 61007581.
- Menzel, D. H. (1962). "Physics of the Solar Chromosphere. Richard N. Thomas and R. Grant Athay. Interscience (Wiley), New York, 1961. x + 422 pp. Illus. $15.50". Science. Quyển 137 số 3533. tr. 848–9. doi:10.1126/science.137.3533.848-a. PMID 17787332.
- Menzel, D. H.; Boyd, L. G. (1963). The World of Flying Saucers. Doubleday. LCCN 63012989.
- Menzel, D. H. (1965). "Observatory on the Moon". Galaxy Science Fiction. tr. 143–146.
- Menzel, D. H.; Yü, C. S. (1970). Astronomy. Random House. LCCN 70127542.
- Martin, M. E.; Menzel, D. H. (1964). The Friendly Stars. Dover Publications. ISBN 978-0-486-21099-5.[1]
- Menzel, D. H.; Pasachoff, J. M. (1970). "The Outer Corona at the Eclipse of ngày 7 tháng 3 năm 1970". Nature. Quyển 226 số 5251. tr. 1143–4. Bibcode:1970Natur.226.1143M. doi:10.1038/2261143a0. PMID 16057713.
- Menzel, D. H.; Taves, E. H. (1977). The UFO Enigma. Doubleday. ISBN 978-0-385-03596-5.

Ông cũng viết tài liệu phổ biến về thiên văn học: Hướng dẫn thực địa về các vì Sao và Hành tinh bao gồm Mặt Trăng, Vệ tinh, Sao chổi và các đặc điểm khác của Vũ trụ (A Field Guide to the Stars and Planets Including the Moon, Satellites, Comets and Other Features of the Universe) (1975); ấn bản lần 2 (1984) của Menzel và Pasachoff, ấn bản lần 3 (1992) bởi Pasachoff và Menzel, ấn bản lần 4 (2000) bởi Pasachoff.